# متطبب
متطبب در گذشته به افرادی خاص از پزشکان ایرانی و مسلمان گفته میشده که در منابع مختلف به گونه‌هایی متفاوت معنا شده‌است.برخی عموم اطبای قدیم را جزو متطببین محسوب کرده و برخی دیگر متطببین را پزشکانی دانسته‌اند که صرفاً در طب تحصیل کرده و از علوم دیگری چون طبیعیات و ریاضیات بی‌بهره بودند.

## در لغتنامه دهخدا
در لغتنامه دهخدا متطبب، به نقل از منابعی چون: منتهی الارب، اقرب الموارد، آنندراج، علم طب خواننده و برکاردارنده معنا شده‌است. ناظم الاطباء نیز خواننده و به کار برنده علم طب را متطبب خوانده است.

## در دائرةالمعارف اسلامی
سید حسین رضوی برقعی در شرح حال حبیش تفلیسی از متطببان معروف این واژه را چنین تعریف کرده‌است:
در گذشته چنانچه کسی فقط پزشکی می‌آموخت و از فلسفه و ریاضیات و طبیعیات بی‌بهره بود، او را متطبب می‌نامیدند و چون از این علوم بهره‌مند بود (مانند رازی و ابن‌سینا) او را طبیب می‌خواندند

## نظرات دیگران
دکتر مجید ملک محمدی در شرح حال حکیم نفیس بن عوض کرمانی که او نیز خود را متطبب می‌دانست، این مفهوم را چنین شرح داده است:
«عموم اطباء قدیم خود را برای مقام طبابت لایق نمی د انستند و نام طبیب بر خود نمی‌گذارند چرا که این مقام را خیلی بالا و والا می‌دانستند و عموماً خود را "متطبب" می‌نامیدند. چنانکه رازی و ابن سینا و عده زیادی در تمدن اسلامی خود را "متطبب" می‌گفتند . بعضی پا را فراتر نهاده کلمه "طبیب" و "حکیم" مطلق را برای ذات باری عزاسمه می‌دانستند و بس؛ و اگر کسی خود را به نام طبیب می‌خواند آن را نامتناسب می‌دانستند 